# Jessica De Gouw
Jessica De Gouw (Perth, 15 febbraio 1988) è un'attrice australiana, maggiormente nota per il ruolo di Helena Bertinelli/Cacciatrice nella serie televisiva Arrow e per il ruolo di Mina Murray nella serie televisiva Dracula.

## Biografia
Jessica De Gouw cresce a Lesmurdie, un sobborgo di Perth, Australia, dove frequenta la Lesmurdie Senior High School. Nel 2010 si laurea in Recitazione alla Curtin University di Perth.
Comincia a lavorare come attrice televisiva nel 2006, apparendo in numerose serie, principalmente come guest star. Contemporaneamente, recita anche in teatro. Debutta sul grande schermo nel 2012, nel film Kath & Kimderella, dove interpreta la cameriera di Kath e Kim. Quello stesso anno, ottiene anche la parte di Helena Bertinelli nella serie televisiva Arrow, che le vale la notorietà, nonostante De Gouw appaia solo in quattro episodi tra la prima stagione e la seconda stagione. Successivamente, entra nel cast della serie televisiva Dracula nei panni di Mina Murray, interesse amoroso del protagonista Alexander Grayson/Conte Dracula (Jonathan Rhys-Meyers).

## Filmografia

### Cinema
- Kath & Kimderella, regia di Ted Emery (2012)
- These Final Hours - 12 ore alla fine (These Final Hours), regia di Zak Hilditch (2013)
- Cut Snake, regia di Tony Ayres (2014)
- The Rezort, regia di Steve Barker (2015)
- OtherLife, regia di Ben C. Lucas (2017)
- Gretel e Hansel, regia di Oz Perkins (2020)
- The Portable Door, regia di Jeffrey Walker (2023)
- The Union, regia di Julian Farino (2024)

### Televisione
- The Sleepover Club – serie TV, episodio 2x11 (2006)
- Underbelly: Razor – serie TV, 3 episodi (2011)
- Crownies – serie TV, episodio 1x20 (2011)
- Tricky Business – serie TV, episodio 1x06 (2012)
- The Mystery of a Hansom Cab, regia di Shawn Seet – film TV (2012)
- Arrow – serie TV, 4 episodi (2012-2014)
- Dracula – serie TV, 10 episodi (2013-2014)
- L'ultimo tycoon – (The Last Tycoon) serie TV, 9 episodi (2016-2017)
- Underground – serie TV, 20 episodi (2016-2017)
- The Crown – serie TV, episodio 3x10 (2019)
- Vienna Blood – serie TV, 3 episodi (2019)
- Operation Buffalo – miniserie TV, 6 puntate (2020)
- The Secrets She Keeps – miniserie TV, 6 puntate (2020)
- Pennyworth – serie TV, 5 episodi (2020-2021)
- The Artful Dodger, regia di Jeffrey Walker, Corrie Chen e Gracie Otto – miniserie TV, 4 puntate (2023)
- La coppia della porta accanto (The Couple Next Door), regia di Dries Vos – miniserie TV (2023)
- Ombre nell'acqua (The Survivors), regia di Cherie Nowlan e Ben C. Lucas – miniserie TV (2025)

### Cortometraggi
- Bedtime Stories, regia di Magnus Roervik (2009)
- The Ballad of Nick Chopper, regia di Aaron Moss (2010)
- Works Well with Others, regiadi Kirsten Robb (2011)
- By Shank's Pony, regia di Kirsten Robb (2012)
- The Dinner Meeting, regia di Antony Webb (2012)

## Doppiatrici italiane
Nelle versioni in italiano delle opere in cui ha recitato, Jessica De Gouw è stata doppiata da:
- Gemma Donati in Arrow, Dracula, Ombre nell'acqua
- Benedetta Degli Innocenti in Pennyworth, The Union
- Stefania De Peppe in These Final Hours - 12 ore alla fine
- Valentina De Marchi in Gretel e Hansel
- Stefania Rusconi in The Crown
- Ilaria Latini ne L'ultimo tycoon
- Emanuela Damasio in The Portable Door
- Domitilla D'Amico ne La coppia della porta accanto